# Varea
Per varea s'intende nel lessico marinaresco velico, la parte estrema di un’asta cui è collegabile normalmente ogni vela quadra. 
Le varee sono attrezzate con un risalto, utile al funzionamento degli amantigli.
Alla varea del pennone più alto, s'impiccavano in mare i pirati catturati, dopo un rapido e poco formale processo condotto in base alle usanze e al sommario diritto del mare esistente.